# J–10
A Chengdu J–10 negyedik generációs, szuperszonikus, egy hajtóműves könnyű vadászrepülőgép, melyet a 2000-es évek elejére fejlesztettek ki Kínában. A viszonylag önállótlan kínai hadiipar ilyen repülőgép létrehozására egyedül nem biztos, hogy képes volt, ezért találgatások láttak napvilágot, melyek szerint a repülőgép külső segítséggel, legvalószínűbben az izraeli Lavi dokumentációjának megvásárlásával született.
A gép iránt komoly a nemzetközi érdeklődés, Pakisztán mellett Irán már a közeljövőben hadrendbe akarja állítani, melyet akadályozhatnak az orosz eredetű hajtóművek, melyek exportja elé a gyártó akadályokat gördíthet.

## A fejlesztés története, hadrendbe állítás

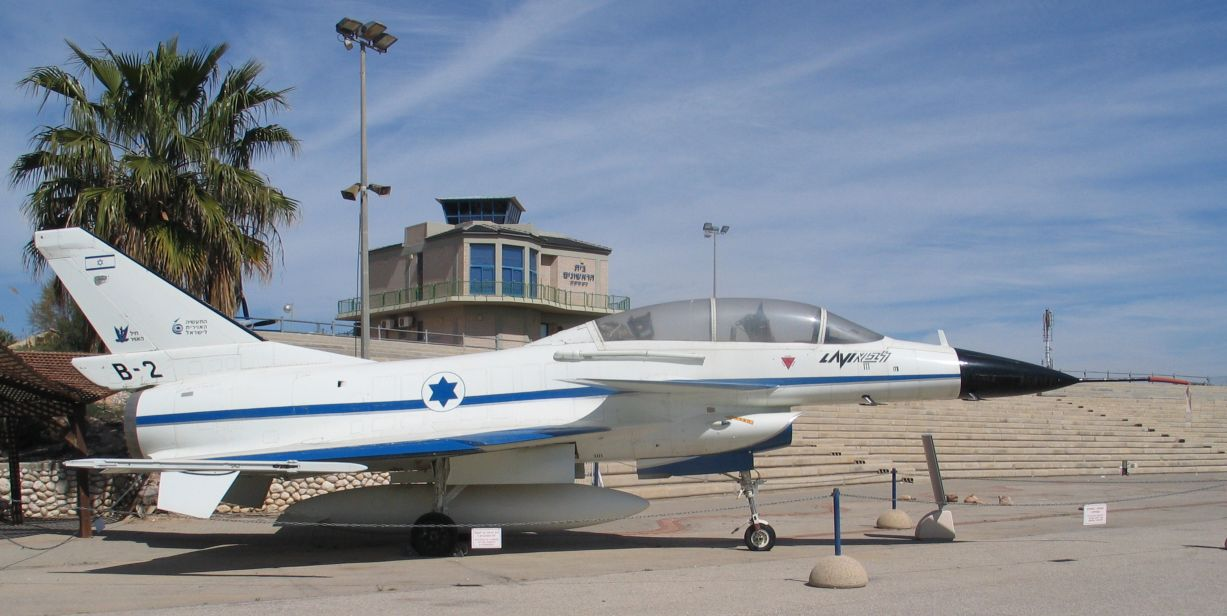
Az IAI Lavi, amelyet soha nem állítottak hadrendbe, csupán néhány prototípus készült. Egyes feltételezések szerint a J-10-es a Lavin alapuló konstrukció.

A kínai kormány 1986 januárjában indította el a Project #10 elnevezésű fejlesztési programot, amelynek célja egy saját gyártású, negyedik generációs harci repülőgép megépítése volt. A fejlesztés részleteiről azonban kevés információ került nyilvánosságra. A kínai mérnökök valószínűleg sokat merítettek a szovjet tapasztalatokból, illetve egy korábbi kínai harci repülőgép-tervezetből, a J–9-esből (amely egy 13,5 tonnás, 2,5 Mach sebességű, kacsa elrendezésű repülőgép volt, azonban nem jutott túl a szélcsatorna-teszteken). Egyes feltételezések szerint a fejlesztés során felhasználták az izraeli Lavi vadászgép dokumentációit, valamint a pakisztáni F-16-osok tanulmányozása során szerzett tapasztalatokat.
A J–10-es hivatalosan 1998. március 23-án repült először a gyár berepülőpilótájának vezetésével. A másik főpilóta vezetésével zajlottak a típus vezérlő- és elektronikai rendszereinek tesztjei, egészen 2003 decemberéig. Ezután sikeresen elvégezték a légi utántöltési teszteket, illetve az első éleslövészeteket is. 2004. február 23-án leszállították az első sorozatban gyártott példányt a csapatoknak. A kínai légierő az év végére bevethetőnek nyilvánította a J–10-est.

## Szerkezet
A tervezés során a kínai mérnökök a kacsaszárny-deltaszárny kombinációval ellátott törzset egy hajtóművel kívánták meghajtani. A J–10-es arányai, a szárnytő kialakítása, valamint az alsó pótvezérsíkok elhelyezkedése szinte teljesen megegyezik az izraeli Laviéval. A függőleges vezérsík tövében, a hajtómű felett építették be a fékernyőt tároló konténert. A J–10-es sárkányszerkezetét 9 g-s túlterhelésű manőverekre méretezték. A szerkezetet egy négyszeres biztosítású digitális vezérlőrendszer tartja a levegőben, amely segít a pilótának abban, hogy ne tudja túlterhelni azt. A gép törővégein nem helyeztek el rakétaindító síneket.

## Hajtómű
A kínaiaknak még mindig problémát jelent a megfelelő minőségű illetve teljesítményű hajtómű előállítása, így orosz erőforrás biztosítja a megfelelő tolóerő/tömeg arányt. A 125 kN csúcsteljesítményű Szaturn/Ljuka AL-31FN sugárhajtómű került a gépbe, annyi változtatással, hogy a segédberendezéseket alulra szerelték a könnyebb hozzáférhetőség érdekében.
Jelenleg 300 darab AL-31FN erőforrás leszállítására van szerződés, amelyből az első százat még Oroszországban, a többit pedig Kínában, licenc alapján építik meg. A kínaiak már rendelkeznek egy, az orosz hajtóműhöz hasonló, de tolóerővektoráló-rendszerrel felszerelt erőforrással, a WS–10-essel.

## Elektronika
A J–10-es műszerfalán a modern szokások szerint nagyméretű, folyadékkristályos kijelzőket helyeztek el, amelyekből összesen hármat építettek be. Ez a pilóta előtt elhelyezett rendszer nagyban megkönnyíti annak munkáját, mert csak az adott pillanatban szükséges adatok jelennek meg rajta. A sisakkijelző, a HUD (Head Up Display; „szemmagasságú kijelző”) és a HOTAS (Hands On the Throttle And Stick; „kezek a gázkaron és a botkormányon”) rendszerek is szériatartozékok. Utóbbi a feladatok végrehajtása közben segíti a hajózót, mivel az irányítószerveken elhelyezett kapcsolók segítségével kezelni tudja a számítógépes rendszert, ezáltal a kijelzőkön megjelenő képet is.
A J–10-esbe több radarrendszert is beépítettek. Az első gépek még izraeli radarokkal repültek, ezeket később az orosz Fazotron Zemcsug több üzemmódú fedélzeti lokátorok követték. A Pakisztán által megrendelt példányokba már az olasz Grifo 2000/16 berendezés kerül, mivel hasonló típust alkalmaznak a többi, kínai eredetű harci gépükön is, és nagyon elégedettek vele.

## Fegyverzet
Bár a fejlesztés elején még kifejezetten légvédelmi feladatokra kívánták alkalmazni, a hidegháború elmúlásával, illetve a körülmények megváltozásával a gyártók inkább a többfeladatú gépek tervezésére helyezték a hangsúlyt, így tett a J–10-est fejlesztő Chengdu is. A sorozatgyártású gépeken 11 fegyverfelfüggesztő csomópontot létesítettek, melyek közül hat pilon a szárny, öt a törzs alatt helyezkedik el. Ezeken a repülőgép hordozhat fegyverzetet, tüzelőanyag-póttartályokat, rádióelektronikai zavaró- és felderítő konténereket maximum 4500 kg tömegben.
A típus kínai és orosz fegyverek célba juttatására képes, bár lehetőség van további fegyverek integrációjára is. Közeli légiharcra a PL–8-ast alkalmazhatja, mely az izraeli Python 3 helyi másolata, valamint a PL–9-est, ami szintén a Pyton 3-ason és az orosz Vimpel R–73-on alapul. Ezek a rakéták nagy indítási szögtartománnyal rendelkeznek. Közepes hatótávolságra a hazai PL–11 típust rendszeresítették, később a Vimpel R-77-est fogják alkalmazni. Földi célpontok ellen kínai fejlesztésű irányított rakétákat használhat (C–801/802 és azok változatai), vagy lézervezérlésű és szabadon eső bombákat vethet be. Rádióokátorok ellen az orosz Vimpel H–31P torlósugárhajtóműves, lokátorromboló rakéta áll a pilóta rendelkezésére. A gép rendelkezik egy törzsbe épített, 23 mm-es gépágyúval is.

## Típusváltozatok
- J–10A: együléses, többfeladatú harci gép Kína részére.
- F-10A: a J–10A exportváltozata.
- J–10S: kétüléses változat kiképzés céljából, ugyanakkor teljes harcértékkel rendelkezik. Szükség esetén alkalmazható mini-AWACS-ként vagy elektronikai harcra.
- J–10B: a J–10A továbbfejlesztett változata, amelynek manőverezőképessége a tolóerővektoráló rendszer következtében még tovább javult, ellátták AESA radarral, növelték a fegyverzetfelfüggesztők számát, a szívócsatornát az F–35-höz hasonlóan alakították át, amely így további radarreflexió-csökkenést okozott.
- FC-20: a Pakisztán számára gyártandó J–10B jelölése.

## Rendszeresítők
Kína
- ' Kínai Légierő - 120-160 darab rendszerben, további 140-180 megrendelve (összesen mintegy 300 darabos mennyiséget terveznek hadrendbe állítani).

 Pakisztán
- Pakisztáni Légierő - 36 db FC-20 megrendelve (várhatóan 2014-2015-ben kerülnek leszállításra).

## Fordítás
- Ez a szócikk részben vagy egészben  a   Chengdu J-10 című angol Wikipédia-szócikk fordításán alapul.  Az eredeti cikk szerkesztőit annak laptörténete sorolja fel. Ez a jelzés csupán a megfogalmazás eredetét és a szerzői jogokat jelzi, nem szolgál a cikkben szereplő információk forrásmegjelöléseként.